# 邦耳岛
邦耳岛是一个坐落于马来西亚沙巴州古达省境内的离岸岛屿和副县。该岛面积达440.7平方公里，也是马来西亚第四大岛屿和沙巴州最北端的岛屿，仅次于布鲁依岛、浮罗交怡岛和石峇迪岛。该岛位于沙巴北岸的马鲁都湾附近，最高海拔为529米高的诗巫望峰（Sibumbung Hill）。
截至2016年该岛估计共有3万人口，并以沙巴土著居多，居民主要从事渔业售卖海产。岛上也设有码头并提供前往临近岛屿和县城古达的服务。
邦耳岛也是古达县辖下的其中一个副县（另一个为马东贡），岛上共有90座甘榜（村庄），并由邦基（Bonggi）、乌比安（Ubian）、卡卡央（Kagayan）、海巴瑶及苏禄等族群组成。岛民的主要经济活动在加拉吉镇（Karakit）进行，镇上设有码头、邦耳副县办事处、公馆、乡级诊疗所、警局、旅馆和小店铺。除了有足够的基本设施外，岛上的治安也同样良好。2014年时沙巴州政府也曾有计划在岛上开辟新市镇。而该岛也属于在2016年正式宪报的敦慕斯达化海洋公园的一部分。